# Вирт
Вирт (слч. Virt, мађ. Virt) насељено је мјесто са административним статусом сеоске општине (слч. obec) у округу Коморан, у Њитранском крају, Словачка Република.

## Становништво
| Година:    | 1994. | 2004.   | 2014.    | 2024.    |
| ---------- | ----- | ------- | -------- | -------- |
| Број људи: | 326   | 317     | 284      | 324      |
| Разлика:   |       | -2,76 % | -10,41 % | +14,08 % |

| Година:    | 2023. | 2024.   |
| ---------- | ----- | ------- |
| Број људи: | 318   | 324     |
| Разлика:   |       | +1,88 % |

Према подацима о броју становника из 2011. године насеље је имало 289 становника.